# Монако (футбольный клуб)
Спортивная ассоциация футбольного клуба «Мона́ко» (фр. Association Sportive de Monaco Football Club), обычно именуемый просто «Монако» (фр. AS Monaco; французское произношение: [ɑ.ɛs mɔnako]) — футбольный клуб из одноимённого княжества, базирующийся в южном районе страны Фонвьей. Был основан в 1919 году как «Спортивная ассоциация Монако по футболу». Один из немногих футбольных клубов, играющих в иностранном чемпионате. Один из старейших клубов Франции.
Домашние матчи проводит на мультиспортивном стадионе «Луи II», вмещающем более 18 тысяч зрителей.
«Монако» является одним из самых успешных клубов в истории французского футбола — имеет в своём активе 8 побед в чемпионате Франции и 6 побед в Кубке Франции. В настоящее время выступает в французской Лиге 1, высшем дивизионе в системе футбольных лиг Франции. В сезоне 2010/2011 клуб занял 18-е место в Лиге 1 и впервые с 1977 года вылетел во второй дивизион. Отыграв в нём два сезона, клуб возвращается в Лигу 1, в которой выступает по настоящее время.
Владельцем клуба с 23 декабря 2011 года является российский миллиардер Дмитрий Рыболовлев.
В 2017 году «Монако» установил мировой рекорд по прибыли клубов от трансферов, осуществив продажи футболистов на сумму примерно 360 миллионов евро.

## История

### Рождение клуба
1 августа 1919 года путём слияния 5 организаций из княжества Монако и города Босолей была основана «Спортивная ассоциация футбола Монако». В их числе — объединение «Эркюлис», созданное в 1903 году для популяризации футбола и принимавшее участие в самом первом Кубке Франции. Оно стало предшественницей футбольного клуба «Монако». Официально временем образования футбольного клуба считают 23 августа 1924 года. До этого момента в княжестве было несколько футбольных команд, объединённых в ассоциацию. Но территория государства невелика, как и численность населения, поэтому правительство сочло рациональным решением содержать только одну команду. Среди любителей и знатоков футбола за клубом закрепилось прозвище «монегаски». Первые годы футбольная секция проводила своё время в любительских дивизионах региона Прованс. Спустя год клуб становится чемпионом в турнире дивизиона.
В 1930 году, когда во Франции создаётся профессиональная футбольная лига, «Монако» получает приглашение войти в неё. В сезоне 1933/34 клуб принял участие в Дивизионе 2 чемпионата Франции. Свой первый профессиональный матч «Монако» выиграл 3 сентября 1933 года у «Ниццы» (3:2). Но результат матча был аннулирован, так как «Ницца» отказалась доигрывать сезон. Поэтому первой официальной победой клуба на профессиональном уровне считается победа над «Лионом» (5:1) спустя несколько недель. По итогам сезона «Монако» занял 3-е место в Южной группе дивизиона, однако потерял статус профессионального клуба из-за финансовых проблем.
В 1939 году в городе Фонвьей для команды был построен новый футбольный стадион, названный в честь князя Монако Луи II. Так у клуба появляется собственная тренировочная площадка, соответствующая всем стандартам того времени. Наличие стадиона позволило команде вновь претендовать на выход в профессиональную лигу. Надежды связанные с открытием стадиона были перечёркнуты с началом Второй мировой войны. Во время боевых действий клуб продолжал выступать в чемпионате Прованса, заняв в сезоне 1941/42 первое место и выйдя в том же году в четвертьфинал Кубка Франции. Удовлетворить свои амбиции команда смогла только после войны — в 1948 году.

### Становление клуба
В сезоне 1948/49 команда возвращается во французский профессиональный футбол. Несмотря на то, что первая игра во 2-м дивизионе против «Ланса», закончилась поражением команды со счётом 3:0, уже во втором матче против «Амьена», на своём домашнем стадионе «Луи II» команда забивает первые мячи в ворота соперника. По результатам сезона клуб остаётся во 2-й лиге. В мае 1949 года в Монако князь Ренье III становится преемником своего деда Луи II, и берёт клуб под свою опеку.
К сезону 1952/53 команде удаётся выйти в Дивизион 1 и закрепиться там. Этому предшествует увеличение бюджета клуба до 36 млн старых франков.

### Первые достижения

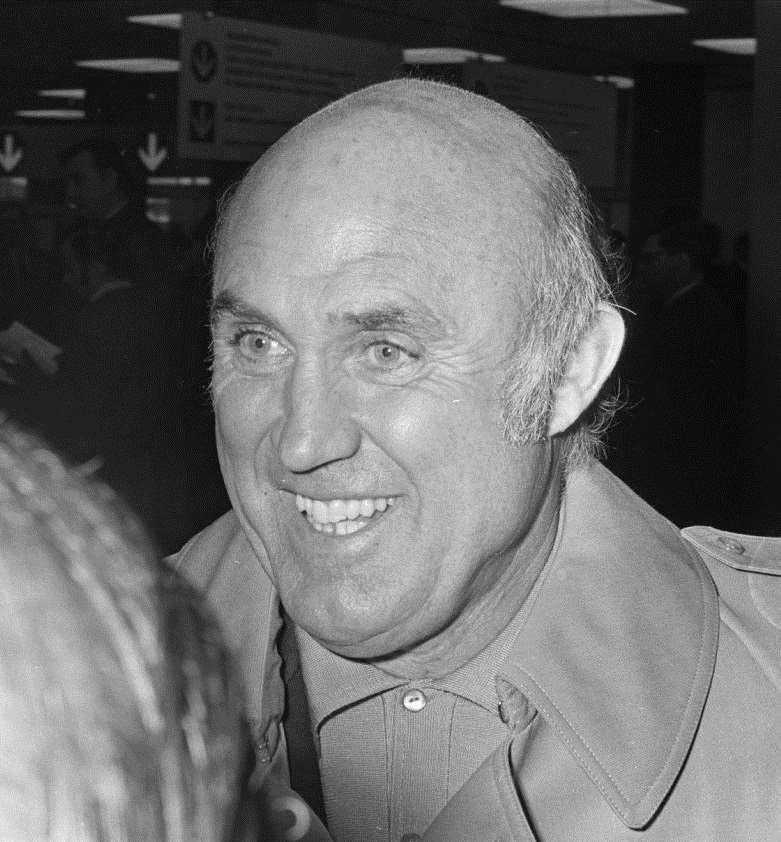
Люсьен Ледюк

В сезоне 1957/58 года в команду приходят новые сильные игроки: Бьяншери, Идальго, Руа, что позволяет «Монако» конкурировать с лучшими клубами чемпионата. Негативное воздействие на команду в тот период оказала война в Алжире, во время которой команда на долгое время осталась без ряда своих североафриканских игроков.
В сезоне 1957/58 тренером клуба становится Люсьен Ледюк. Под его руководством в сезоне 1959/60 Монако выигрывает Кубок Франции, одержав победу в матче с «Сент-Этьеном», со счётом 4:2. После победы, команду в Монако встречали толпы поклонников с красно-белыми флагами. В Монте-Карло, украшенном цветами, прошло триумфальное шествие.
Этот успех был подкреплён в следующем году, когда клуб впервые в своей истории победил во французском чемпионате, получив возможность принять участие в борьбе за Кубок чемпионов УЕФА. Кроме того, клуб пополнил свою коллекцию трофеев, завоевав Кубок Драго. В том же сезоне сменилась расцветка клубных футболок. Они, по предложению княгини Грейс, стали красно-белыми с разделением цветов по диагонали. Подобная расцветка сохраняется до сих пор. В сезоне 1961/62 «Монако» впервые принял участие в еврокубках. Несмотря на блистательную игру, «Монако» дважды проиграл «Глазго Рейнджерс» с одинаковым счётом (3:2). Итак, основной состав остался без наград, но молодёжная команда клуба прибавила к трофеям ещё один кубок. Они завоевали Кубок Гамбарделла, победив в финальном матче «Мец» (2:1).
Сезон 1962/63 команда начала с победы в международном товарищеском турнире — Кубке Терезе-Эррера, обыграв в финале бразильский клуб «Васко да Гама». В 1963 году под руководством Ледюка, клуб вторично победил в чемпионате и завоевал свой второй Кубок Франции, сделав таким образом золотой дубль. Однако в конце 1963 года в «Монако» происходят значительные перестановки. Команду покидают главный тренер, президент и несколько лучших игроков. С этого момента и до возвращения главного тренера Ледюка во второй половине 70-х, клуб находится в середине турнирной таблицы, не достигая особых успехов.

### 1970—1990

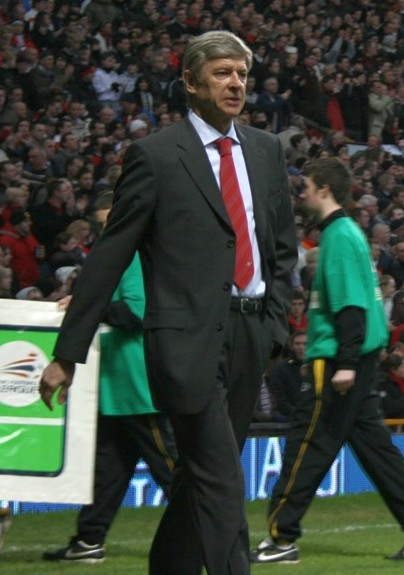
Арсен Венгер

В начале семидесятых «Монако» не удалось проявить себя. Отыграв два сезона во втором дивизионе, клуб ненадолго вернулся в 1-й дивизион в 1971—1972, затем снова скатился во 2-й дивизион, где провёл сезон 1972/73, а потом стремительно поднялся на лидирующие позиции и сохранял их в течение трёх лет, дойдя в 1974 году до финала Кубка Франции, в котором уступил клубу «Сент-Этьен».
В 1975 году Жан-Луи Кампора, сын бывшего президента Шарля Кампоры, становится председателем клуба. Он уговаривает Люсьена Ледюка вернуться на должность главного тренера на два года с 1977 по 1979 год. После этого в 1978 году клуб становится чемпионом Франции в 3-й раз. После окончательного ухода Ледука его место занимают сначала Жерар Банид, а затем Люсьен Мюллер. При Жераре Баниде клуб выигрывает Кубок Франции в сезоне 1979/80 а в 1982 году выигрывает чемпионат Франции. При Люсьене Мюллере команда также в сезоне 1984/85 вновь выигрывает Кубок Франции. В 1987 году главным тренером клуба становится Арсен Венгер. Именно он сделал «Монако» клубом европейского уровня. При нём в клуб пришли такие футболисты как Джордж Веа, Гленн Ходдл, Юрген Клинсман и Юрий Джоркаефф. В сезоне 1981/82 команда в четвёртый раз за свою историю становится чемпионом Франции. После досадного шестого места в сезоне 1982/83 у руля встал Люсьен Мюллер. Он с блеском провёл сезон 1983/84, едва не вошедший в историю. Ведь тогда клуб был в шаге от второго «дубля», заняв первое место в национальном чемпионате, но уступив в финале Кубка Франции «Мецу» (0:2). После двух ничем не примечательных сезонов приход Арсена Венгера в сезоне 1987/88 ознаменовал начало новой эпохи.
Первые шаги молодого тренера оказались крайне удачными и в первом же сезоне принесли команде пятый чемпионский титул. Заняв третье место в чемпионате 1988/89, «Монако» схлестнулся с марсельским «Олимпиком» (3:4) в легендарном финале Кубка Франции. Сезон 1991/92 стал одним из самых зрелищных и самых несчастливых в истории клуба. Претендуя на победу сразу в трёх турнирах — национальном чемпионате, Кубке Франции и Кубке обладателей кубков, клуб не смог завоевать ни одного трофея. В сезоне 1990/91 команда выигрывает Кубок Франции, позже дважды становится финалистом Кубка. После ухода Венгера в 1994 году клуб дважды завоевал статус чемпиона: в 1997 году под руководством Жана Тигана и в 2000 году под руководством Клода Пюэля.

### Трудные времена
В начале 2000-х, несмотря на звание одного из сильнейших клубов во Франции, «Монако» начинает испытывать сложности из-за своего финансового положения. В 2001 году вместо Клода Пюэля был приглашён Дидье Дешам. Его дебютный сезон пришёлся на сложный период — клуб занял досадное пятнадцатое место. Из-за наличия долга в 2003 году, несмотря на то, что клуб занял второе место в лиге, он был отнесён профессиональной лигой Франции лишь ко второй категории. На тот момент клуб имел долг в размере 50 миллионов евро (68 миллионов долларов). Наличие долга побудило президента клуба Жана-Луи Кампора, возглавлявшего клуб 28 лет, подать в отставку. На смену ему пришёл Пьер Свара, администратор, предположительно близкий к элите княжества, но не имевший личного опыта работы с футбольными клубами. Следующий сезон, учитывая финансовое состояние клуба, был достаточно удачным. Команда, тренируемая бывшим капитаном национальной футбольной сборной Франции Дидье Дешамом и включавшая в себя таких игроков, как Фернандо Морьентес, Людовик Жюли, Жером Ротен и Дадо Пршо, заняла третье место в чемпионате и пробилась в финал Лиги чемпионов УЕФА, победив московский «Локомотив», мадридский «Реал» и «Челси». Однако с 2004 года финансовое положение клуба начинает сказываться и на его игре. Начиная с 2005 года из команды уходят сильнейшие игроки. С 2003 по 2011 год 4 раза сменяются президенты клуба, однако улучшить финансовое положение клуба так и не удаётся. В результате в сезоне 2010/11 «Монако» покидает 1-ю лигу Франции, что вынуждает акционеров рассмотреть ранее отвергавшуюся возможность продажи контрольного пакета клуба.

### 2011—2018. Успехи Жардима
После того как акционерам клуба на протяжении нескольких лет не удалось разрешить финансовые проблемы клуба, было принято решение о возможности передачи контрольного пакета клуба иностранному инвестору. 23 декабря 2011 года после нескольких недель переговоров официально объявлено о приобретении контрольного пакета клуба (66,67 %) компанией MSI (Monaco Sport Invest), представляющей интересы семьи Дмитрия Рыболовлева. Пакет акций обошёлся миллиардеру в символический €1 плюс гарантированные инвестиции не менее 100 миллионов евро за 4 года.

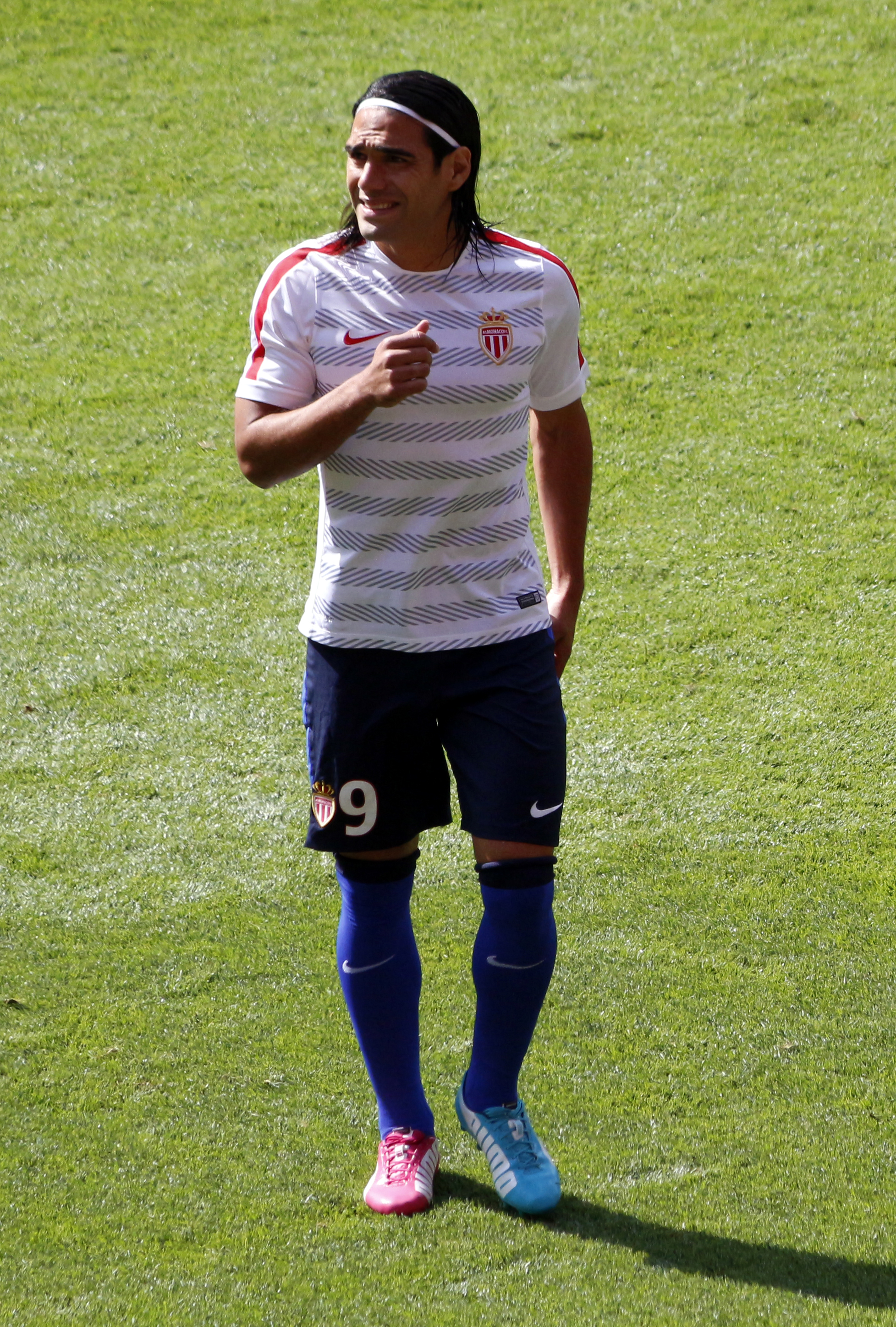
Радамель Фалькао

Через несколько недель после приобретения меняется управленческая структура клуба. На пост исполнительного директора «Монако» назначается Евгений Смоленцев, а на пост генерального директора приглашается Филипп Дондт. Евгений Смоленцев занялся усилением состава команды в трансферный период, подготовкой предложений по улучшению организационной структуры клуба, подбором специалистов-управленцев. Спустя 2 месяца, когда основные задачи, возложенные на него, были выполнены, Евгений Смоленцев покидает пост исполнительного директора. Спортивным директором назначается Тор Кристиан Карлсен. В период с февраля по конец апреля 2012 команда проводит беспроигрышную серию из 10 матчей. Этот результат позволяет команде претендовать на возвращение в 1 лигу. Однако команда завершает сезон на 8-м месте во 2-й лиге. По итогам сезона в клубе происходит смена главного тренера. На смену Марко Симоне приходит Клаудио Раньери, с которым был подписан контракт на 2 сезона, с возможностью продления. На него возложена задача вернуть клуб в 1 лигу Франции. В декабре 2012 года на пост спортивного директора приходит Вадим Васильев. По итогам сезона 2012/2013 «Монако» занял первую строчку в Лиге 2. Таким образом, Клаудио Раньери выполнил возложенную на него задачу вывода команды в Лигу 1.
В августе 2013 года Вадима Васильева назначают вице-президентом и генеральным директором. 3 сентября 2014 года в прессе было опубликовано его интервью, где он рассказал о смене вектора развития клуба. Теперь «монегаски» стали скупать молодых и перспективных игроков со всего мира, а через несколько лет продавать их за десятки миллионов. 20 мая 2014 года клуб решил расстаться с главным тренером Клаудио Раньери. Специалист доработал до конца сезона, а потом покинул команду. Такое решение было принято после вылета «Монако» из Кубка Франции — в полуфинале «монегаски» проиграли «Генгаму» (1:3).
6 июня Леонарду Жардим был официально назначен главным тренером «Монако». Летом 2014 года «монегаски» лишились на тот момент двух главных своих звёзд — Хамес Родригес за 75 миллионов евро был продан в «Реал», а Радамель Фалькао на правах аренды перебрался в «Манчестер Юнайтед». Сезон 2014/15 клуб завершил на третьем месте, финишировав за «ПСЖ» и «Лионом». После первого сезона во главе «Монако» Жардим снискал славу крайне осторожного тренера. При нём «красно-белые» в чемпионате пропустили меньше всех остальных (26 мячей), однако и забили не так много (51). Первоначальная версия «Монако», которую презентовал Жардим, максимально концентрировалась на обороне, а впереди делала ставку на изобретательность таких мастеров, как Бернарду Силва, Янник Феррейра Карраско и Антони Марсьяль. Во многом благодаря такой стратегии «Монако» хорошо выступил и в Лиге чемпионов, добравшись до четвертьфинала. «Монегаски» выиграли группу с «Байером», «Зенитом» и «Бенфикой», после чего в первом раунде плей-офф прошли «Арсенал», а в 1/4 финала в упорной борьбе уступили «Ювентусу» (0:1, 0:0).

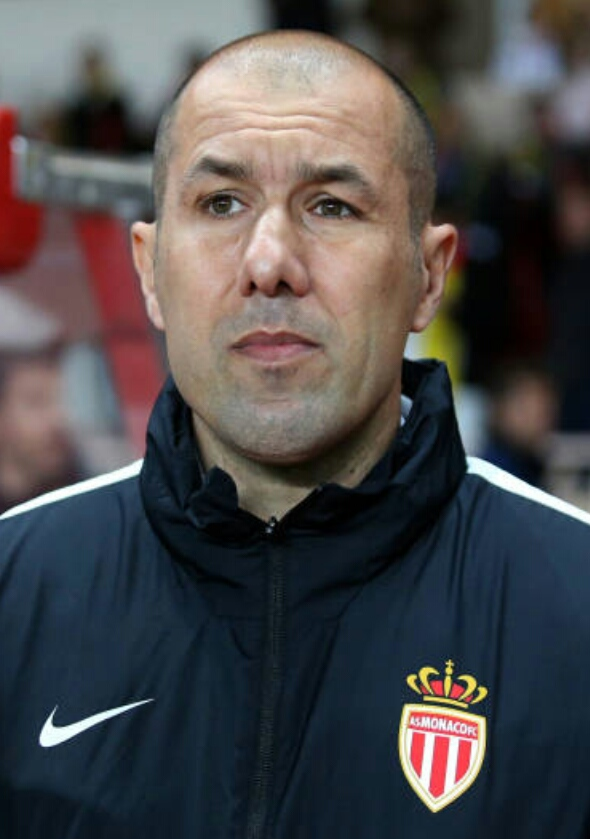
Леонарду Жардим

В 2015 году «Монако» установил мировой рекорд на трансферном рынке. Команда продала игроков на сумму больше 200 млн евро. За такие достижения на трансферном рынке при сохранении высоких спортивных достижений Васильев дважды был награждён престижной премией Globe Soccer Award. Потеряв множество лидеров, в сезоне 2015/16 Жардиму пришлось делать ставку на опытных ветеранов — Рикарду Карвалью и Жереми Тулалана. Особого усиления в то трансферное окно команда не получила, хотя именно летом 2015 года из «Риу Аве» за 6 миллионов евро «монегаски» приобрели Фабиньо, проданного спустя три года в «Ливерпуль» за 45 миллионов. Бороться за чемпионство в таких реалиях было сложно, однако «Монако» выполнил задачу минимум — попал в зону Лиги чемпионов, вновь финишировав третьим. В том сезоне начали постепенно заявлять о себе молодые таланты в лице Тома Лемара, Тьемуэ Бакайоко, Альмами Туре и Килиана Мбаппе. Лучшим при Жардиме у «Монако» выдался сезон 2016/17. Прекрасно себя проявившие Мбаппе, Фабиньо, Бернарду Силва, Лемар, Бакайоко и Менди позволили «монегаскам» выиграть свой восьмой в истории титул чемпиона Франции. В результате в течение следующих двух лет «монегаски» продали вышеназванных исполнителей, заработав более 400 миллионов евро. Помимо этого «Монако» вновь далеко забрался в Лиге чемпионов — на этот раз до полуфинала, где вновь по сумме двух матчей проиграл «Ювентусу» (0:2, 1:2). Это была вершина в тренерской карьере Леонарду Жардима. До этого он становился чемпионом Греции и обладателем Кубка этой страны в сезоне 2012/13, однако в те времена у «Олимпиакоса», с которым и работал португалец, не было серьёзной конкуренции на внутренней футбольной арене. Именно благодаря неожиданному чемпионству о португальце заговорили в Европе. Впоследствии его имя то и дело всплывало в аспекте скорого назначения в какой-то из топ-клубов.
Летом 2017 года были проданы Бенжамен Менди, Бернарду Силва, Тьемуэ Бакайоко и Килиан Мбаппе. Взамен клуб постарался подписать игроков, которые бы оказались способны безболезненно заменить ушедших лидеров, но бороться за чемпионство с новым подбором исполнителей Жардим и «Монако» оказались не способны. По итогам чемпионата 2017/18 клуб занял второе место. В стане «монегасков» каждый сезон раскрывался талант нескольких новых «звёздочек» европейского футбола, на трансферах которых клуб зарабатывал деньги. Летом 2018 года «Монако» покинули Фабиньо, Жоау Моутинью и Лемар. По итогам летней трансферной кампании было продано футболистов на общую сумму в 316,85 млн евро, а куплено — на 128 млн евро. Клуб приобрёл Александра Головина, Беньямина Хенрикса, Виллема Жеббеля, Насера Шадли, Пеле и других, но старт нового чемпионата вышел провальным. В сезоне 2018/19 клуб выдал один из худших стартов в своей истории. Всё началось в Суперкубке Франции, где подопечные Леонарду Жардима потерпели крупное поражение от «ПСЖ» со счётом 0:4. Гостевая уверенная победа в первом туре над «Нантом» (3:1) оказалась лишь иллюзией положительной ситуации в коллективе. Во втором матче первенства «Монако» на своём поле не сумел обыграть «Лилль» (0:0), а затем уступил в гостях «Бордо» (1:2). После этого проиграл дома «Марселю» 2:3. Эти поединки стали первыми тремя в дальнейшей безвыигрышной серии во всех турнирах (вместе с проигрышем «Атлетико» в Лиге чемпионов). После седьмой игры без побед, которая обернулась домашним поражением от «Анже» (0:1) 27 сентября 2018 года, Жардим сослался на травмы, отъезд игроков в национальные сборные на ЧМ-2018, плохую форму и неудовлетворительное состояние газона. 7 октября после домашнего поражения от «Ренна» (1:2) Жардим был уволен.

### 2018—2019. Фиаско Анри и возвращение Жардима
13 октября 2018 года новым главным тренером стал Тьерри Анри. Француз подписал контракт с клубом до июня 2021 года. Работа с «монегасками» стала первым самостоятельным тренерским опытом для Анри, который ранее был ассистентом Роберто Мартинеса в сборной Бельгии. 15 октября команда провела первую тренировку под руководством Анри. 19 октября «Монако» завёл страницу в российской социальной сети «ВКонтакте». В 10 туре чемпионата «Монако» в первом матче под руководством нового тренера уступил «Страсбуру» (1:2). 11 ноября в домашнем матче 13-го тура чемпионата «Монако» проиграл «ПСЖ» (0:4). «Красно-белые» не могли выиграть уже в 16 матчах кряду во всех турнирах. Это была худшая серия за последние 50 лет истории клуба. В период с сентября 1968 по январь 1969 года «монегаски» также не могли выиграть на протяжении 16 матчей подряд. 24 ноября «монегаски» на выезде одержали победу над «Каном» (1:0) и прервали серию поражений в турнире. Кроме того, «Монако» выиграл впервые под руководством Анри. Под руководством Тьерри команда из княжества провела 20 матчей, одержав в них четыре победы при пяти ничьих и одиннадцати поражениях. В чемпионате 12 матчей: две победы, три ничьи, семь поражений. С октября команда забила 15 мячей, а пропустила — 36. При этом процент побед остановился на цифре 20 — то есть при Анри команда выигрывала лишь один матч из пяти. В итоге у тренера стали сдавать нервы. Француз сорвался на игрока соперников во время матча чемпионата со «Страсбуром» (1:5), посчитав, что тот тянет время в первом тайме, хотя позже и извинился, но раскритиковал при этом систему VAR.
24 января 2019 года клуб приостановил деятельность Тьерри Анри на посту главного тренера команды за неудовлетворительные результаты. Ранее тренер отстранил нескольких футболистов от тренировок с основной командой. При этом он не назвал, кого именно отправил в резерв игроков. Сам начинающий специалист прокомментировал своё решение отправить нескольких игроков в резерв:
«Мы идём на войну. Нам нужны парни, которые хотят спасти клуб, а не думают только о себе».
 Позднее клуб уволил Анри с поста главного тренера команды. 25 января 2019 года на место главного тренера был возвращен ранее возглавлявший команду Леонарду Жардим. Португалец вернулся спустя три месяца после отставки. 14 февраля в связи с допущенными серьёзными ошибками был уволен вице-президент Вадим Васильев.

## Символика

### Клубные цвета
| Красный | Белый |

### Эмблема клуба
Эмблема клуба являет собой английский щит, увенчанный итальянской геральдической королевской короной и имеет непосредственное сходство с гербом Принца Альбера II — правителя Монако. Клуб пользуется протекцией князей Монако с сезона 1948/49 года. В отличие от княжеского герба эмблема клуба менее детализирована, а ромбы заменены красно-белыми полосами, что ассоциирует эмблему «Монако» с флагом княжества. Сам щит выполнен в золотом цвете, символизирующем знатное происхождение. В центре щит разделен на две части, окрашенные в традиционные цвета княжества Монако — красный и белый.
С приходом российского бизнесмена Дмитрия Рыболовлева началась новая эпоха, что отразилось не только на появлении дорогостоящих приобретений, но и на клубной эмблеме. Сезон 2013/14 «красно-белые» начали с обновлённым логотипом. Главное отличие новой эмблемы — в акценте на более полное название. Теперь на ней появилась надпись AS Monaco FC вместо сокращения ASM FC (фр. Association Sportive de Monaco Football Club).

### Формы
Домашняя форма
| 1924—1926 | 1926—1928 | 1928—1932 | 1932—1940 | 1940—1950 | 1950—1962 | 1962    | 2009/10 | 2010/11 | 2011/12 | 2012/13 |
| 2013/14   | 2014/15   | 2015/16   | 2016/17   | 2017/18   | 2018/19   | 2019/20 | 2020/21 | 2021/22 | 2022/23 | 2023/24 |
| 2024/25   |           |           |           |           |           |         |         |         |         |         |

Выездная форма
| 2009/10 | 2010/11 | 2011/12 | 2012/13 | 2013/14 | 2014/15 | 2015/16 | 2016/17 | 2017/18 | 2018/19 | 2019/20 |
| 2020/21 | 2021/22 | 2022/23 | 2023/24 | 2024/25 |         |         |         |         |         |         |

Резервная форма
| 2009/10 | 2010/11 | 2014/15 | 2019/20 | 2020/21 | 2021/22 | 2022/23 | 2023/24 | 2024/25 |

Источники:
- Monaco France Football Team Shirt Graphics. www.colours-of-football.com. Дата обращения: 3 августа 2023. Архивировано 3 августа 2023 года.
- AS Monaco Kit History (англ.). Football Kit Archive. Дата обращения: 3 августа 2023. Архивировано 3 августа 2023 года.

## Достижения

### Национальные
- Чемпионат Франции
  - Чемпион (8): 1960/61, 1962/63, 1977/78, 1981/82, 1987/88, 1996/97, 1999/00, 2016/17
  - Вице-чемпион (8): 1963/64, 1983/84, 1990/91, 1991/92, 2002/03, 2013/14, 2017/18, 2023/24

- Чемпионат Франции (Лига 2)
  - Победитель (3): 1970/71, 1976/77, 2012/13

- Кубок Франции
  - Обладатель (5): 1959/60, 1962/63, 1979/80, 1984/85, 1990/91
  - Финалист (5): 1973/74, 1983/84, 1988/89, 2009/10, 2020/21

- Суперкубок Франции
  - Обладатель (4): 1961, 1985, 1997, 2000

- Кубок Французской лиги
  - Обладатель: 2003
  - Финалист (3): 2001, 2017, 2018

- Кубок Шарля Драго
  - Обладатель: 1961

### Международные
- Лига чемпионов УЕФА
  - Финалист: 2003/04

- Кубок обладателей кубков УЕФА
  - Финалист: 1991/92

- Кубок Альп
  - Обладатель (3): 1979, 1983, 1984
  - Финалист: 1985

## Статистика выступлений в чемпионатах Франции с сезона 1950/1951
| Сезон   | Ранг | Турнир            | Место | И  | В  | Н  | П  | ГЗ  | ГП | Очки |
| ------- | ---- | ----------------- | ----- | -- | -- | -- | -- | --- | -- | ---- |
| 1950/51 | 2    | Лига 2            | 5     | 32 | 13 | 11 | 8  | 56  | 43 | 37   |
| 1951/52 | 2    | Лига 2            | 5     | 34 | 16 | 8  | 10 | 54  | 40 | 40   |
| 1952/53 | 2    | Лига 2            | 2     | 34 | 24 | 7  | 3  | 88  | 23 | 55   |
| 1953/54 | 1    | Лига 1            | 10    | 34 | 11 | 9  | 14 | 44  | 48 | 31   |
| 1954/55 | 1    | Лига 1            | 14    | 34 | 10 | 11 | 13 | 43  | 45 | 31   |
| 1955/56 | 1    | Лига 1            | 3     | 34 | 17 | 7  | 10 | 63  | 45 | 41   |
| 1956/57 | 1    | Лига 1            | 5     | 34 | 17 | 6  | 11 | 57  | 44 | 40   |
| 1957/58 | 1    | Лига 1            | 3     | 34 | 15 | 11 | 8  | 50  | 35 | 41   |
| 1958/59 | 1    | Лига 1            | 8     | 38 | 14 | 11 | 13 | 52  | 51 | 39   |
| 1959/60 | 1    | Лига 1            | 4     | 38 | 19 | 7  | 12 | 70  | 45 | 45   |
| 1960/61 | 1    | Лига 1            | 1     | 38 | 26 | 5  | 7  | 77  | 42 | 57   |
| 1961/62 | 1    | Лига 1            | 6     | 38 | 17 | 9  | 12 | 65  | 57 | 43   |
| 1962/63 | 1    | Лига 1            | 1     | 38 | 20 | 10 | 8  | 77  | 44 | 50   |
| 1963/64 | 1    | Лига 1            | 2     | 34 | 17 | 7  | 10 | 62  | 45 | 41   |
| 1964/65 | 1    | Лига 1            | 12    | 34 | 13 | 7  | 14 | 41  | 45 | 33   |
| 1965/66 | 1    | Лига 1            | 13    | 38 | 13 | 9  | 16 | 48  | 54 | 35   |
| 1966/67 | 1    | Лига 1            | 14    | 38 | 10 | 14 | 14 | 44  | 44 | 34   |
| 1967/68 | 1    | Лига 1            | 11    | 38 | 15 | 7  | 16 | 45  | 48 | 37   |
| 1968/69 | 1    | Лига 1            | 17    | 34 | 7  | 13 | 14 | 33  | 50 | 27   |
| 1969/70 | 2    | Лига 2            | 8     | 30 | 10 | 8  | 12 | 38  | 44 | 28   |
| 1970/71 | 2    | Лига 2 (Юг)       | 1     | 30 | 22 | 3  | 5  | 71  | 23 | 47   |
| 1971/72 | 1    | Лига 1            | 19    | 38 | 8  | 10 | 20 | 41  | 68 | 26   |
| 1972/73 | 2    | Лига 2 (группа B) | 2     | 34 | 23 | 5  | 6  | 89  | 29 | 51   |
| 1973/74 | 1    | Лига 1            | 16    | 38 | 11 | 11 | 16 | 64  | 73 | 41   |
| 1974/75 | 1    | Лига 1            | 10    | 38 | 18 | 4  | 16 | 64  | 68 | 42   |
| 1975/76 | 1    | Лига 1            | 18    | 38 | 12 | 9  | 17 | 53  | 73 | 35   |
| 1976/77 | 2    | Лига 2 (группа A) | 1     | 34 | 19 | 10 | 5  | 64  | 35 | 48   |
| 1977/78 | 1    | Лига 1            | 1     | 38 | 22 | 9  | 7  | 79  | 46 | 53   |
| 1978/79 | 1    | Лига 1            | 4     | 38 | 18 | 8  | 12 | 70  | 51 | 44   |
| 1979/80 | 1    | Лига 1            | 4     | 38 | 21 | 8  | 9  | 61  | 30 | 50   |
| 1980/81 | 1    | Лига 1            | 4     | 38 | 19 | 11 | 8  | 58  | 41 | 49   |
| 1981/82 | 1    | Лига 1            | 1     | 38 | 24 | 7  | 7  | 70  | 29 | 55   |
| 1982/83 | 1    | Лига 1            | 6     | 38 | 14 | 15 | 9  | 55  | 35 | 43   |
| 1983/84 | 1    | Лига 1            | 2     | 38 | 22 | 10 | 6  | 58  | 29 | 54   |
| 1984/85 | 1    | Лига 1            | 3     | 38 | 18 | 12 | 8  | 65  | 28 | 48   |
| 1985/86 | 1    | Лига 1            | 9     | 38 | 9  | 19 | 10 | 49  | 42 | 37   |
| 1986/87 | 1    | Лига 1            | 5     | 38 | 15 | 15 | 8  | 41  | 33 | 45   |
| 1987/88 | 1    | Лига 1            | 1     | 38 | 20 | 12 | 6  | 53  | 29 | 52   |
| 1988/89 | 1    | Лига 1            | 3     | 38 | 18 | 14 | 6  | 62  | 38 | 68   |
| 1989/90 | 1    | Лига 1            | 3     | 38 | 15 | 16 | 7  | 38  | 24 | 46   |
| 1990/91 | 1    | Лига 1            | 2     | 38 | 20 | 11 | 7  | 51  | 30 | 51   |
| 1991/92 | 1    | Лига 1            | 2     | 38 | 22 | 8  | 8  | 55  | 33 | 52   |
| 1992/93 | 1    | Лига 1            | 3     | 38 | 21 | 9  | 8  | 56  | 29 | 51   |
| 1993/94 | 1    | Лига 1            | 9     | 38 | 14 | 13 | 11 | 52  | 36 | 41   |
| 1994/95 | 1    | Лига 1            | 6     | 38 | 15 | 12 | 11 | 60  | 39 | 57   |
| 1995/96 | 1    | Лига 1            | 3     | 38 | 19 | 11 | 8  | 64  | 39 | 68   |
| 1996/97 | 1    | Лига 1            | 1     | 38 | 23 | 10 | 5  | 69  | 30 | 79   |
| 1997/98 | 1    | Лига 1            | 3     | 34 | 18 | 5  | 11 | 51  | 33 | 59   |
| 1998/99 | 1    | Лига 1            | 4     | 34 | 18 | 8  | 8  | 52  | 32 | 62   |
| 1999/00 | 1    | Лига 1            | 1     | 34 | 20 | 5  | 9  | 69  | 38 | 65   |
| 2000/01 | 1    | Лига 1            | 11    | 34 | 12 | 7  | 15 | 53  | 50 | 43   |
| 2001/02 | 1    | Лига 1            | 15    | 34 | 9  | 12 | 13 | 36  | 41 | 39   |
| 2002/03 | 1    | Лига 1            | 2     | 38 | 19 | 10 | 9  | 66  | 33 | 67   |
| 2003/04 | 1    | Лига 1            | 3     | 38 | 21 | 12 | 5  | 59  | 30 | 75   |
| 2004/05 | 1    | Лига 1            | 3     | 38 | 15 | 18 | 5  | 52  | 35 | 63   |
| 2005/06 | 1    | Лига 1            | 10    | 38 | 13 | 13 | 12 | 42  | 36 | 52   |
| 2006/07 | 1    | Лига 1            | 9     | 38 | 13 | 12 | 13 | 45  | 38 | 51   |
| 2007/08 | 1    | Лига 1            | 12    | 38 | 13 | 8  | 17 | 40  | 48 | 47   |
| 2008/09 | 1    | Лига 1            | 11    | 38 | 11 | 12 | 15 | 41  | 45 | 45   |
| 2009/10 | 1    | Лига 1            | 8     | 38 | 15 | 10 | 13 | 39  | 45 | 55   |
| 2010/11 | 1    | Лига 1            | 18    | 38 | 9  | 17 | 12 | 36  | 40 | 44   |
| 2011/12 | 2    | Лига 2            | 8     | 38 | 13 | 13 | 12 | 41  | 48 | 52   |
| 2012/13 | 2    | Лига 2            | 1     | 38 | 21 | 13 | 4  | 64  | 33 | 76   |
| 2013/14 | 1    | Лига 1            | 2     | 38 | 23 | 11 | 4  | 63  | 31 | 80   |
| 2014/15 | 1    | Лига 1            | 3     | 38 | 20 | 11 | 7  | 51  | 26 | 71   |
| 2015/16 | 1    | Лига 1            | 3     | 38 | 17 | 14 | 7  | 57  | 50 | 65   |
| 2016/17 | 1    | Лига 1            | 1     | 38 | 30 | 5  | 3  | 107 | 31 | 95   |
| 2017/18 | 1    | Лига 1            | 2     | 38 | 24 | 8  | 6  | 85  | 45 | 80   |
| 2018/19 | 1    | Лига 1            | 17    | 38 | 8  | 12 | 18 | 38  | 57 | 36   |
| 2019/20 | 1    | Лига 1            | 9     | 28 | 11 | 7  | 10 | 44  | 44 | 40   |
| 2020/21 | 1    | Лига 1            | 3     | 38 | 24 | 6  | 8  | 76  | 42 | 78   |
| 2021/22 | 1    | Лига 1            | 3     | 38 | 20 | 9  | 9  | 65  | 40 | 69   |
| 2022/23 | 1    | Лига 1            | 6     | 38 | 19 | 8  | 11 | 70  | 58 | 65   |
| 2023/24 | 1    | Лига 1            | 2     | 34 | 20 | 7  | 7  | 68  | 42 | 67   |
| 2024/25 | 1    | Лига 1            | 3     | 34 | 18 | 7  | 9  | 63  | 41 | 61   |

## Состав
| 1  | Польша      | Вр  | Радослав Маецкий                                | 1999 |  |  |  |  |  |
| 16 | Швейцария   | Вр  | Филипп Кён                                      | 1998 |  |  |  |  |  |
| 50 | Франция     | Вр  | Янн Льенар                                      | 2003 |  |  |  |  |  |
|    |             |     |                                                 |      |  |  |  |  |  |
| 2  | Бразилия    | Защ | Вандерсон                                       | 2001 |  |  |  |  |  |
| 4  | Нидерланды  | Защ | Джордан Тезе                                    | 1999 |  |  |  |  |  |
| 5  | Германия    | Защ | Тило Керер                                      | 1996 |  |  |  |  |  |
| 12 | Бразилия    | Защ | Кайо Энрике                                     | 1997 |  |  |  |  |  |
| 13 | Франция     | Защ | Кристиан Мависса                                | 2005 |  |  |  |  |  |
| 17 | Кот-д’Ивуар | Защ | Вильфрид Синго                                  | 2000 |  |  |  |  |  |
| 20 | Франция     | Защ | Кассум Уаттара                                  | 2004 |  |  |  |  |  |
| 22 | Гана        | Защ | Мохаммед Салису                                 | 1999 |  |  |  |  |  |
|    |             |     |                                                 |      |  |  |  |  |  |
| 6  | Швейцария   | ПЗ  | Денис Закариа (капитан)                         | 1996 |  |  |  |  |  |
| 8  | Ливия       | ПЗ  | Али Аль-Моатасембелла (в аренде из «Бешикташа») | 1996 |  |  |  |  |  |
| 10 | Россия      | ПЗ  | Александр Головин                               | 1996 |  |  |  |  |  |

| 15 | Сенегал                   | ПЗ  | Ламин Камара                        | 2004 |  |  |  |  |  |
| 37 | Франция                   | ПЗ  | Эдан Диоп                           | 2004 |  |  |  |  |  |
| 42 | Франция                   | ПЗ  | Саимон Буабре                       | 2006 |  |  |  |  |  |
| 88 | Франция                   | ПЗ  | Сунгуту Магасса                     | 2003 |  |  |  |  |  |
|    | Франция                   | ПЗ  | Поль Погба                          | 1993 |  |  |  |  |  |
|    |                           |     |                                     |      |  |  |  |  |  |
| 7  | Марокко                   | Нап | Эльесс Бен Сегир                    | 2005 |  |  |  |  |  |
| 9  | Соединённые Штаты Америки | Нап | Фоларин Балоган                     | 2001 |  |  |  |  |  |
| 11 | Франция                   | Нап | Манес Аклиуш                        | 2002 |  |  |  |  |  |
| 14 | Дания                     | Нап | Мика Биерет                         | 2003 |  |  |  |  |  |
| 18 | Япония                    | Нап | Такуми Минамино                     | 1995 |  |  |  |  |  |
| 21 | Нигерия                   | Нап | Джордж Иленихена                    | 2006 |  |  |  |  |  |
| 27 | Сенегал                   | Нап | Крепин Диатта                       | 1999 |  |  |  |  |  |
| 31 | Испания                   | Нап | Ансу Фати (в аренде из «Барселоны») | 2002 |  |  |  |  |  |
| 36 | Швейцария                 | Нап | Брель Эмболо                        | 1997 |  |  |  |  |  |
| 41 | Франция                   | Нап | Люка Мишаль                         | 2005 |  |  |  |  |  |

## Организационная структура
- Дмитрий Рыболовлев — президент
- Олег Петров — вице-президент, генеральный директор
- Филипс Донт — советник генерального директора
- Майкл Эменало — спортивный директор
- Николя Ольвек — заместитель генерального директора
- Мануэль Пирес — директор центра подготовки
- Филипп Куэнц — главный врач
- Жюли Ферре Надаль — коммерческий директор
- Антуан Вион — директор по организационным вопросам и вопросам безопасности
- Жюльен Кревелье — директор по коммуникации
- Пол Митчелл — спортивный директор

## Тренерский штаб

### Основной состав
- Дани Гуидос — ассистент главного тренера
- Карлос Мартинес — тренер
- Хосе Самбаде — тренер вратарей
- Хуанхо дель Охо — тренер по физической подготовке
- Бернардино Петруччи — медик
- Фил Джонсон — консультант

### СоставНациональной лиги 2
- Давид Бешкура — главный тренер
- Гийом Раве — тренер по физической подготовке
- Кристоф Алмерас — тренер вратарей

## Инфраструктура клуба

### Стадион

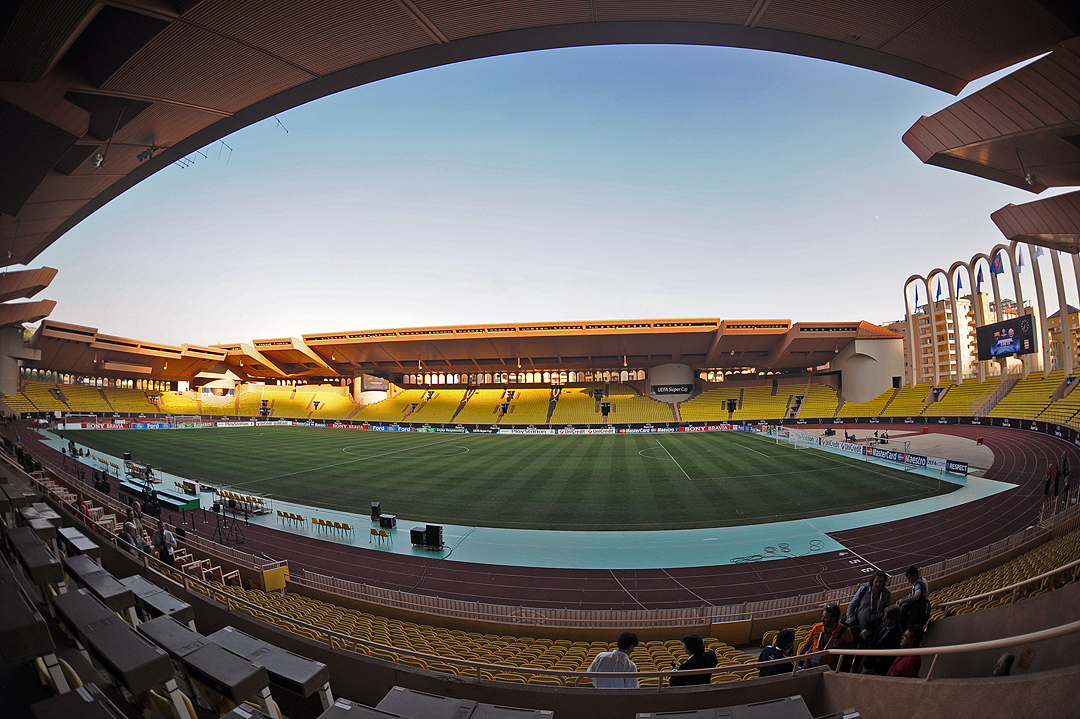
Внутри стадиона «Луи II»

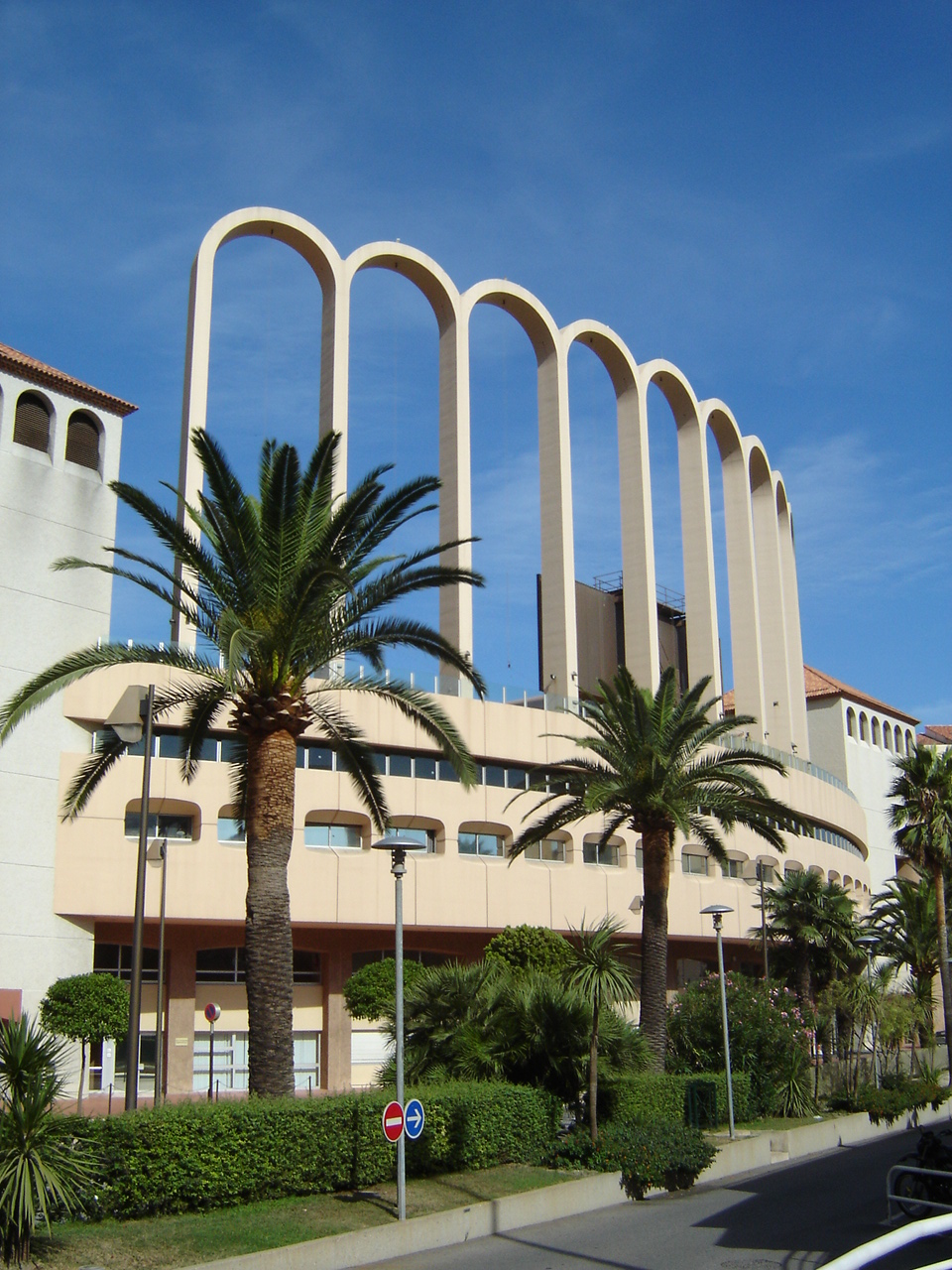
«Луи II»

Домашней площадкой клуба является стадион «Луи II», построенный 25 января 1985 года на месте старого стадиона 1939 года постройки. Князь Ренье III назвал стадион в честь своего деда Луи II, наследником престола которого он и являлся. Работы по строительству современного стадиона начались в мае 1981 года и закончились в 1985 году. С 1998 по 2012 год на нём проводил все матчи на Суперкубок УЕФА.
Вместимость стадиона рассчитана на 18 523 мест, что составляет половину населения княжества Монако. В ночь с 30 на 31 мая 2004 года на стадионе прогремел взрыв. Инцидент произошел в 2:00 по местному времени возле одного из входов в сооружение. Зданию был причинен значительный материальный ущерб. Жертв не было. Сразу же после взрыва силы безопасности оцепили место происшествия. Велось следствие, однако результатов оно не дало. Взрыв был квалифицирован полицией как теракт. Об этом сообщил представитель правоохранительных органов княжества. Однако ни одна из группировок не взяла на себя ответственность за взрыв. Ремонт был проведён в кратчайшие сроки, а бремя его финансирования взвалило на себя правительство Монако.
В конце 2000-х проведена модернизация стадиона. На нём установлено два гигантских экрана, позволяющих информировать зрителей о результатах других матчей, показывать повторы голевых моментов. Трибуны стадиона накрыты широкой полновесной крышей, в которой находятся различного рода технические помещения, в том числе встроенные площадки для телевизионных камер. Массивная крыша держится на восьми широких колоннах, которые хорошо заметны во время трансляций. Вокруг поля расположен легкоатлетический комплекс с беговыми дорожками. Освещение на стадионе отвечает самым высоким нормам УЕФА и своевременно модернизируется с ужесточением этих норм. Сейчас на стадионе вмонтировано 340 осветительных прожекторов, которые способны обеспечивать уровень света 1 800 люкс. В помещении стадиона находится множество спортивных объектов. Кроме этого, в здании стадиона находится офисный центр и даже Международный университет Монако. Объекты, которые расположены вокруг стадиона — в большинстве своём обеспечивают функционирование арены как единого комплекса. В частности, в комплекс входит учебный центр Монако, который располагает рестораном, одноместными номерами для молодых игроков и т. п.

### Тренировочный центр
Тренировочный центр расположен на верхушке горы, на месте бывшего карьера Ортелли. Центр был построен в 1982 году на границе с деревней Ла Тюрби, которая возвышается над Монако на 480 метров. В центре есть все необходимое оборудование: тренажерные залы, большие раздевалки, теннисный корт, футбольное поле, лечебная сауна, зоны отдыха, бассейн и джакузи. Кроме этого, тренировочный центр имеет свой медиа-центр, бесплатный Wi-Fi, конференц-зал, различное техническое оборудование для презентаций и конференций.

## Фанатское движение
К началу XXI века сложилось 5 основных клубов болельщиков ФК «Монако», ставших официальными: Монако CSM, Ультра Монако-94, Быки-Монако-2005 (имеют два филиала в Оклюза, Варе и Италии) и МенегОк (фанаты юго-западной Франции). Также в разных уголках Франции существуют многочисленные неофициальные фанатские сообщества клуба, кроме того многочисленны фанаты клуба в Испании, Италии и Нидерландах. В настоящее время клуб приобретает всё большую популярность. Его фанатские клубы возникают на Гваделупе, в Бретани и Каннах.

## Академия «Монако»
Помимо взрослой команды, в состав клуба входит академия футбола. Годовой бюджет — 7 миллионов евро. В её составе три молодёжных учебных центра и три команды при них. Это команда CFA, команда U-17 и команда U-19. В среднем воспитанник обучается в Академии в течение четырёх — шести сезонов, совмещая спортивную подготовку и соревнования со школьным образованием. Академия «Монако» историческая и очень известная. В 1998 году, когда Франция выиграла чемпионат мира, в сборной было четверо её воспитанников. В молодёжных командах клуба выросли такие чемпионы как: Эммануэль Пети, Лилиан Тюрам и Тьерри Анри.
В 2013 году центр подготовки был переименован в "Академию «Монако». Молодёжным центром U-17 управляет Мануэль Дос Сантос, руководителем команды U-19 является Доминик Бариларо. В том же году «Монако» одержал победу в чемпионате Франции для возрастной категории до 19 лет, а также выиграл трофей Gambardella в 2011 и 2016 годах.

## Рекордсмены клуба
| #  | Футболист       | Период      | Игр |
| -- | --------------- | ----------- | --- |
| 1  | Жан-Люк Эттори  | 1975 — 1994 | 755 |
| 2  | Клод Пюэль      | 1979 — 1996 | 602 |
| 3  | Жан Пети        | 1969 — 1982 | 428 |
| 4  | Мануэль Аморос  | 1980 — 1989 | 349 |
| 5  | Кристиан Дальже | 1971 — 1980 | 334 |
| 6  | Марсель Диб     | 1985 — 1993 | 326 |
| 7  | Франсуа Лудо    | 1953 — 1962 | 319 |
| 8  | Люк Сонор       | 1986 — 1995 | 315 |
| 9  | Мишель Идальго  | 1957 — 1966 | 304 |
| 10 | Арман Форчерио  | 1961 — 1972 | 303 |

| #     | Футболист         | Период      | Голов |
| ----- | ----------------- | ----------- | ----- |
| 1     | Делио Оннис       | 1973 — 1980 | 223   |
| 2     | Виссам Бен-Йеддер | 2019 — 2024 | 118   |
| 3     | Люсьен Коссу      | 1959 — 1965 | 114   |
| 4     | Кристиан Дальже   | 1971 — 1980 | 89    |
| 5     | Радамель Фалькао  | 2013 — 2019 | 83    |
| 6     | Жан Пети          | 1969 — 1982 | 78    |
| 7     | Виктор Икпеба     | 1993 — 1999 | 77    |
| 8     | Ивон Дуи          | 1961 — 1967 | 74    |
| 9     | Юрий Джоркаефф    | 1990 — 1995 | 68    |
| 10—11 | Сонни Андерсон    | 1994 — 1997 | 67    |
| 10—11 | Шабани Нонда      | 2000 — 2005 | 67    |

## Тренеры клуба
| - 1948—1950 Жан Батмаль - 1950—1952 Элек Шварц - 1952—1953 Анджело Гриццетти - 1953—1956 Людвик Дюпал - 1956—1957 Антон Марек - 1957—1958 Луи Пиррони - 1958—1963 Люсьен Ледюк - 1963—1965 Роже Куртуа - 1965—1966 Луи Пиррони - 1966—1969 Пьер Синибальди - 1969—1970 Луи Пиррони - 1969—1970 Робер Домерг - 1970—1972 Жан Лучано |  | - 1972—1974 Рубен Браво - 1974—1975 Альберто Муро - 1976 Арман Форчерио - 1977—1979 Люсьен Ледюк - 1979—1983 Жерар Банид - 1983—1986 Люсьен Мюллер - 1986—1987 Штефан Ковач - 1987—1994 Арсен Венгер - 1995 Жерар Банид - 1995—1999 Жан Тигана - 1999—2001 Клод Пюэль - 2001—2005 Дидье Дешам - 2005—2006 Франческо Гвидолин |  | - 2006 Ласло Бёлёни - 2006—2007 Лоран Банид - 2007—2009 Рикардо Гомес - 2009—2011 Ги Лякомб - 2011 Лоран Банид - 2011—2012 Марко Симоне - 2012—2014 Клаудио Раньери - 2014—2018 Леонарду Жардим - 2018—2019 Тьерри Анри - 2019 Леонарду Жардим - 2020 Роберт Морено - 2020—2021 Нико Ковач - 2022—2023 Филипп Клеман |